# Papa II
Papa II fue un centro de interrogación en el lado de Cachemira controlado por la India, que fue operado por la Fuerza de Seguridad Fronteriza (BSF) desde los comienzos de la insurgencia en Cachemira en 1989 hasta su cierre en el 1996.

## Antecedentes
Todas las fuerzas de seguridad que operaban en Cachemira tenían sus propios centros de interrogación en el estado, que incluían centros de detención temporales en la Fuerza de Seguridad Fronteriza (BSF), la Fuerza de Policía de Reserva Central (CRPF) y campamentos del ejército indio. Los detenidos fueron interrogados primero por las fuerzas de seguridad durante un período que variaba entre varias horas y varias semanas. Durante este tiempo no se permitía a nadie reunirse con el detenido y éste no era presentado ante el tribunal. Los detenidos sospechosos de ser militantes fueron entregados a la Contrainteligencia de Cachemira (CIK) y eran interrogados en Centros Conjuntos de Interrogatorio (JIC), donde la detención podía llegar a durar meses. Papa II fue uno de varios centros de este tipo en Cachemira.
Varios abogados cachemires le contaron a Asia Watch en 1993 que habían presentado aproximadamente 15.000 peticiones desde el año 1990 pidiendo a las autoridades estatales indias que revelaran la situación de los detenidos y los cargos contra ellos, pero las autoridades no habían respondido.

## Operación Papa II
El edificio, construido durante la época colonial, fue originalmente una casa de huéspedes del gobierno para alojar a los burócratas visitantes, en un "entorno sereno": la exclusiva calle Gupkar  a las orillas del Lago Dal en la ciudad de Srinagar. Cuando la Fuerza de Seguridad Fronteriza paramilitar tomó el control en 1989, le dio el nombre de Papa II "en un intento de mantener nominalmente confidencial el nuevo propósito del complejo".

En un informe de mayo de 1996 elaborado por Human Rights Watch se detallan las denuncias de abusos y torturas en Papa II. Según el historiador William Dalrymple, Papa II era un lugar en el cual
... Un gran número de lugareños, así como algún que otro yihadista extranjero capturado, "desaparecían". Sus cuerpos, si acaso, aparecían flotando río abajo, con hematomas, cubiertos de quemaduras de cigarrillo, con dedos amputados o incluso extremidades enteras.
Al menos 250 personas murieron en un solo hospital de Srinagar al ser sometidos a un método de interrogación mediante el cual los cuerpos de los sospechosos eran colocados bajo rodillos pesados, lo cual provocaba insuficiencia renal aguda en las víctimas, según Pankaj Mishra. A otros los mató la aplicación de descargas eléctricas, y en particular murieron por "sumergir las cabezas de los prisioneros en agua durante el interrogatorio." Una consecuencia frequentemente observada del uso de tortura a través de electrodos adheridos a los genitales de los torturados es que los detenidos liberados se encuentran incapacitados de consumar o, a veces, incluso de participar en relaciones sexuales normales. Se desconoce cuántas víctimas mortales hubo en Papa II, el centro más intensivo de su tipo: el 10 de cada mes, los familiares de algunos de los desaparecidos realizan una protesta pública cerca del edificio, exigiendo a las autoridades información sobre sus familiares; afirman que alrededor de 10.000 personas han desaparecido durante los años de la insurgencia de Cachemira. El Gobierno Indio cuestiona esa cifra.

## Cierre
Como consecuencia del caso DK Basu contra Bengala Occidental en diciembre de 1996, en cuyo fallo el Tribunal Supremo de la India estableció restricciones a las detenciones sin juicio en un intento de frenar la violencia bajo custodia, y de la victoria en las elecciones del partido de izquierda Frente Unido en el centro, la mayoría de los centros de interrogación, incluido Papa II, fueron cerrados.
Desde su cierre ha sido utilizado como residencia de políticos estatales, incluido el ministro de finanzas del estado. En la actualidad es la residencia oficial de Mehbooba Mufti, lider del Partido Democrático del Pueblo, aunque este uso es cuestionado por aquellos que prefieren que sea un monumento en honor a los desaparecidos.